# Koszula hawajska

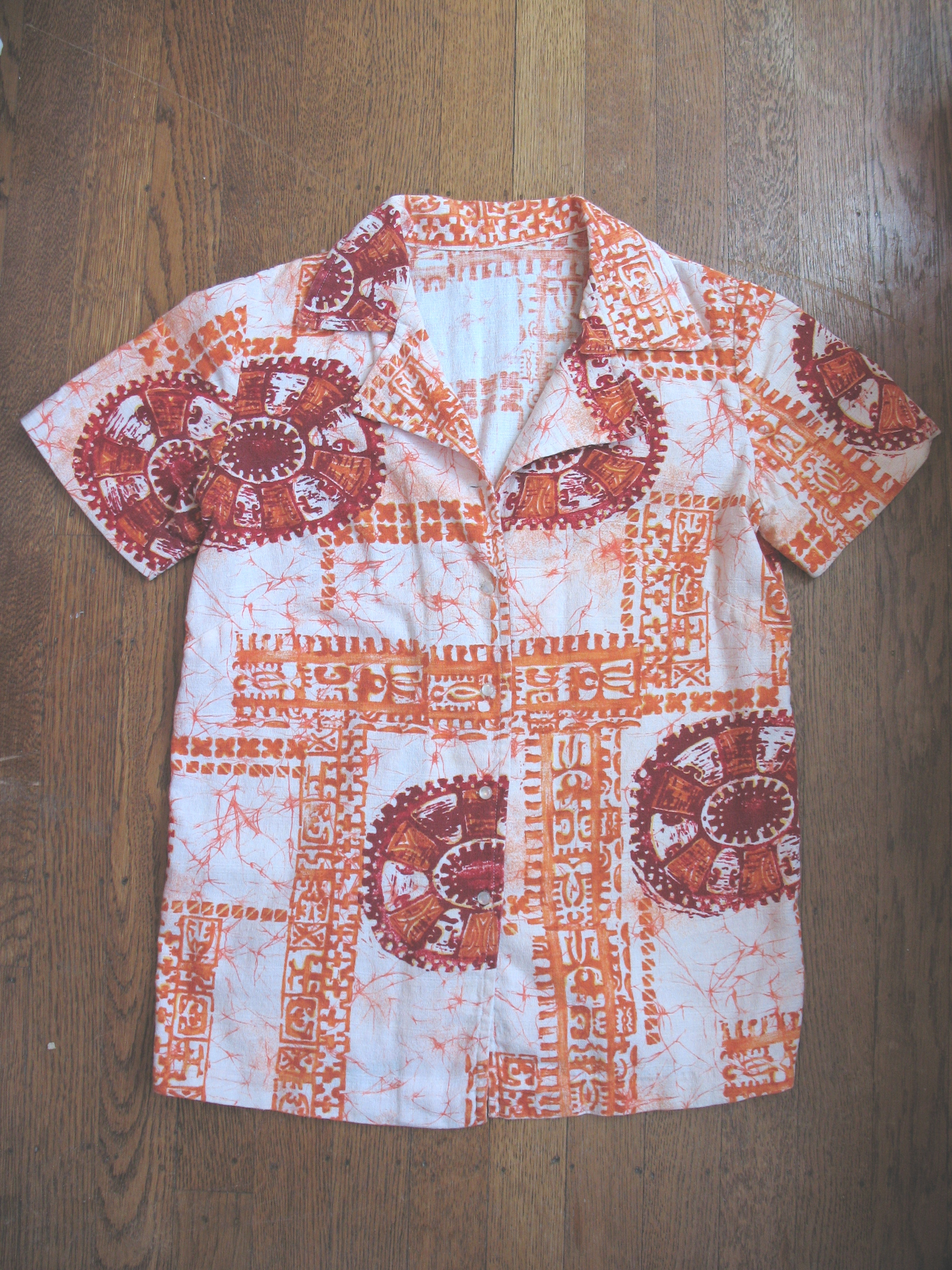
Koszula hawajska z lat 60. XX wieku

Koszula hawajska (ang. Hawaiian shirt, aloha shirt) – rodzaj koszuli pochodzący z Hawajów, następnie szeroko rozpowszechniony na całym świecie. Na Hawajach noszenie koszul hawajskich stanowi oznakę przywiązania do lokalnej tożsamości. Koszule hawajskie zawsze mają nadruki i kołnierzyki, przeważnie też krótkie rękawy; zazwyczaj zapinane są na guziki.
Koszule tego rodzaju, ich specyficzny styl i typowe dla nich motywy powstały w wyniku interakcji kulturowych różnych grup imigrantów, którzy osiedlili się na Hawajach. Kształt koszul hawajskich wzorowany jest na koszulach amerykańskich i brytyjskich marynarzy. To, że są one luźne i przewiewne, wiąże się nie tylko z klimatem wysp, ale też jest wpływem filipińskiego stroju barong tagalog.

## Historia
Pierwsze koszule hawajskie powstawały w latach 20. i 30. XX wieku, ich produkcją zajmowali się przede wszystkim japońscy przedsiębiorcy (właściciele fabryk kimon) i chińscy krawcy. Nabywcami byli natomiast głównie biali osadnicy, turyści oraz ludność mieszanego pochodzenia – rdzenni Hawajczycy przyjęli zwyczaj noszenia koszul hawajskich dopiero po II wojnie światowej. Wczesne koszule hawajskie zdobione były głównie motywami azjatyckimi. Szyte były z jedwabiu lub krepy. Do ich dalszego rozwoju przyczynił się Ellery Chun, który podjął się ich produkcji w latach 30. i szeroko je rozreklamował. Od czasów Chuna koszule hawajskie zdobione były motywami tropikalnymi związanymi z Hawajami.
W latach 40. pojawiły się koszule hawajskie lepszej jakości, nazywane silkies (od silk – jedwab). Dopiero wtedy stał się szeroko dostępny dobry sztuczny jedwab, dzięki czemu silkies cechowały się żywymi kolorami i bogatym wzornictwem. W latach 50. wyszły one z mody, modne stały się natomiast wzory abstrakcyjne i tkaniny bawełniane. W latach 60. zaczęto produkować koszule hawajskie naśladujące wyblakłe koszule surferów. Nie zdobyły one uznania turystów, stały się jednak bardzo popularne wśród samych mieszkańców Hawajów – od tego czasu koszula hawajska stanowi symbol tożsamości lokalnej. W latach 70. dla koszul hawajskich typowe były sztuczne tkaniny i etniczne wzory. Lata 90. przyniosły powrót jedwabiu naturalnego i sztucznego oraz klasycznego wzornictwa z lat 40. i 50.
W latach 60. władze Hawajów wprowadziły zwyczaj Aloha Fridays, noszenia koszul hawajskich przez pracowników w piątki, a także zwyczaj noszenia ich przez całe lato. Zwyczaj ten przyczynić mógł się do zapoczątkowania w całych Stanach Zjednoczonych casual Fridays, powszechnego zwyczaju noszenia strojów nieformalnych w piątki.
Koszule hawajskie poza Hawajami stały się modne w połowie XX wieku – w kontynentalnych Stanach Zjednoczonych rozpowszechnili je żołnierze i turyści. Modne stały się przede wszystkim w Kalifornii, gdzie stały się integralną częścią stylu surferów.

## Hawajska koszula w popkulturze
Miłośnikiem hawajskich koszul był Elvis Presley, który wystąpił w czerwonej, kwiecistej koszuli w jednym z filmów pt.: „Blue Hawaii” w 1961 roku. Z kolei Jimmy Buffett sprawił, że hawajska koszula zyskała na popularności również podczas jego występów na scenie. W garderobie Toma Sellecka znanego z seriali telewizyjnych m.in. Magnum i 21-letniego Leonardo DiCaprio występującego w filmie „Romeo i Julia” w 1996 roku znalazły się stylizacje z połączeniem hawajskiego stylu.